# 杵築市放火殺人事件
杵築市放火殺人事件（きつきしほうかさつじんじけん）とは、2015年7月5日深夜に大分県杵築市八坂であった放火殺人事件である。この事件で子供4名が死亡した。犯人はその死亡した子供の実父で海上自衛隊1等海尉であるS（当時40歳）であった。現場はJR杵築駅から約1キロ離れた住宅街である。

## 概要
2015年7月5日午後11時55分頃、大分県杵築市八坂の住宅から出火し、木造2階建て住宅を全焼し、焼け跡の1階の居間付近から子供とみられる4人の遺体が見つかった（2階にいたため逃げ遅れて、2階の床が抜けて落ちた可能性あり）。この家に住む家族のうち、5歳から14歳の子供4人（中学2年生の長女（当時14歳）、小学4年生の4男（当時9歳）、小学2年の次女（当時7歳）、5男（当時5歳））が行方不明になっているため、身元の確認が行なわれている。妻（当時42歳）と3女（当時3歳）は怪我をしたが命に別条はない。長男（当時18歳）は親戚宅にいたために難を逃れた。次男（当時15歳）と三男（当時12歳）は無事だった。
7月6日、大分県警は死亡した子供らの父親で海上自衛隊1等海尉であるSを現住建造物等放火の疑いで逮捕した。逮捕容疑は7月5日午後11時55分頃、住宅に火を付け約125平方メートルを全焼させた疑いである。なお、S自身もこの放火で右腕に火傷をして搬送されている。Sは「家の中に火をつけたことは間違いない」と話して容疑を認めているという。なお、Sは広島県江田島市江田島町の隊に所属する自衛官で単身赴任していたが、事件当日は杵築市の自宅に帰宅していた。週末に単身赴任先から帰宅することはいつものことだったという。
10月30日、大分地検は重過失致死傷と重過失失火の両罪でSを起訴した。地検は放火の意図を立証できる十分な証拠がないとしているため、放火には問われていない。

## 被疑者について
Sは妻と息子5人、娘3人の10人家族であった。自衛隊には1993年に入隊し、第31航空群標的機整備隊に所属し、幹部職員として教官の役割を務め、勤務態度に問題はなかったという。なお、Sの父親も自衛官だった。家族仲は周囲からは睦まじく見えたとされるが、一方で車に乗るときに「整列」と号令するなどしつけに厳しかったとする近所の目撃証言もある。
自衛官が自宅に放火するという衝撃的な事件に、近隣住民からは驚きと憤りの声が起こった。Sは自ら放火しながら「俺のせいだ」と言いながら子供を救出しようと家に向かったという。なお出火の際、言い争う男性の声が聞こえたほか、現場でSが息子の名前を呼び「俺が悪かった」と泣きながら叫んでいたという目撃証言もある。大分県警によると事件当時起きていた夫婦が口論となった可能性があり、Sによると動機は「些細なことで口論になり、夫が油をまいて火をつけた」「妻が（単身赴任先の広島へ戻るのを）見送らなかったから」と証言している。助かった次男は父親に「お前が真っ先に助けに行かんか」と大声で怒鳴ったとする場面も目撃されている。
近隣女性（当時30歳）によると「休日には父親と子供が一緒に歩いている姿を見ていたのに、ただ驚いている」と述べ、男性（当時65歳）によると「数日前も家族一緒に畑で農作業をしていた。事件に結びつく心当たりはない」と述べ、区長（当時73歳）によると「子供がいると分かっていて火をつけたのなら殺人と同じだ」と憤りを露わにした。